# Dicrotelus
Dicrotelus is een geslacht van wantsen uit de familie van de Reduviidae (Roofwantsen). Het geslacht werd voor het eerst wetenschappelijk beschreven door Erichson in 1842.

## Soorten
Het genus is monotypisch en bevat alleen de volgende soort:

- Dicrotelus prolixus Erichson, 1842